# Peter Okolo
Peter Okolo – nigeryjski bokser, brązowy medalista igrzysk afrykańskich w 1995 r.

## Kariera amatorska
W 1994 r., Okolo był uczestnikiem igrzysk wspólnoty narodów, które odbywały się w Kanadzie. Nigeryjczyk odpadł przed ćwierćfinałem, przegrywając z Hamanem Ramadhanim. W 1995 r., Okolo zdobył brązowy medal na igrzyskach afrykańskich w Harare. W półfinale pokonał go zwycięzca - Masibulele Makepula. Jako amator rywalizował tylko w kategorii do 48 kg.